# Daniel Robin
Daniel Robin (Bron, Francia; 31 de mayo de 1943-Longueuil, Canadá; 23 de mayo de 2018) fue un luchador grecorromano francés que llegó a ser subcampeón olímpico en México 1968.

## Carrera deportiva
En los Juegos Olímpicos de 1968 celebrados en México ganó la medalla de plata en lucha grecorromana peso wélter, tras el alemán Rudolf Vesper (oro) y por delante del húngaro Károly Bajkó (bronce).